# Talbotton
Talbotton ist eine City im US-Bundesstaat Georgia. Sie befindet sich im Talbot County und ist dessen Verwaltungssitz.

## Geografie
Talbotton liegt zentral im Talbot County. Die Nachbarorte sind Woodland, Manchester und Waverly Hall. Die nächste größere Stadt, Columbus, befindet sich etwa 49 Kilometer westlich, die Hauptstadt Georgias, Atlanta, etwa 121 Kilometer nördlich. Das Stadtgebiet erstreckt sich über eine Fläche von 8,1 km².

## Bevölkerung
Im Jahr 2000 lebten 1019 Menschen in der Stadt, davon 49,1 % Männer und 50,9 % Frauen. Im Vergleich zum Zensus von 1990 ist die Bevölkerungszahl um 2,6 % zurückgegangen. Das Durchschnittsalter der Bürger von Talbotton beträgt 38,4 Jahre. 77,8 % der Einwohner sind Afroamerikaner und 19,6 % Weiße. Im Jahr 1999 betrug das durchschnittliche jährliche Pro-Kopf-Einkommen 10.662 Dollar, also deutlich unter dem US-Durchschnitt (21.587 Dollar). Etwa 32,5 % der Gesamtbevölkerung und 30,5 % der Familien leben unterhalb der Armutsgrenze. Damit ist der Anteil der Armen wesentlich höher als im Bundesdurchschnitt.

## Geschichte
Der Ort wurde nach einem ehemaligen Gouverneur von Georgia, Matthew Talbot benannt.

## Persönlichkeiten
- Clarence Jordan (1912–1969), Farmer und Gelehrter des Neuen Testaments